# Willy Hansen
Willy Hansen (4. dubna 1906 Helsingør – 18. března 1978 Brašov) byl dánský silniční a dráhový cyklista, vítěz časovky na 1 kilometr na olympijských hrách v Amsterdamu roku 1928. Šlo o první dánské olympijské zlato v cyklistice. Na stejných hrách získal bronz, ovšem na oválu, a to ve sprintu. O čtyři roky dříve, na olympiádě v Paříži roku 1924, získal dráhové stříbro, za tandemový závod s Edmundem Hansenem.